# Psaliodes nigrifusa
Psaliodes nigrifusa là một loài bướm đêm trong họ Geometridae.